# Shree Jung
Shree Jung – gaun wikas samiti we wschodniej części Nepalu w strefie Kośi w dystrykcie Terhathum. Według nepalskiego spisu powszechnego z 2001 roku liczył on 522 gospodarstw domowych i 3042 mieszkańców (1491 kobiet i 1551 mężczyzn).